# Heterophragma quadriloculare
Heterophragma quadriloculare là một loài thực vật có hoa trong họ Chùm ớt. Loài này được (Roxb.) K.Schum. mô tả khoa học đầu tiên năm 1895.